# 晒し
晒し（さらし）は、住所・電話番号・顔写真などの個人を特定する情報を本人に無断でインターネットに公開し、対象者を攻撃する行為。本人と対峙することなく被害を与えようとする間接的なネットいじめの一形態に当たる。悪事を犯したと目される人物を正義感をもって私刑しようとする衝動的な動機によって行われる場合もある（ネット自警団とも呼ばれる）。英語では文書（documentsの略のdocs）ばらまきを意味するドクシング（doxing、doxxing）とも。
晒しはプライバシー侵害や肖像権侵害に当たる場合がある。日本では個人によるプライバシー侵害を罰する法律がなく、民法上の不法行為として損害賠償請求をしても訴訟費用に見合う賠償が得られることが少ない。
2011年に行われた日本人を対象とするアンケート調査によれば、17.5%が個人情報晒しの不安を感じており、特に2ちゃんねるやYahoo!掲示板、Facebookの利用者でこの比率が高かった。
GLOCOMの鈴木謙介は、個人情報の晒しは友達やより緩やかな知り合いの関係で構成されるケータイ文化がネット上に侵食しつつあることの現れではないかと2007年に指摘した。